# Organizacija Ujedinjenih nacija za industrijski razvoj
Organizacija Ujedinjenih nacija za industrijski razvoj (engl. United Nations Industrial Development Organization - UNIDO) je specijalizovana agencija u sistemu Ujedinjenih nacija, sa sedištem u Beču, Austrija. Primarni cilj ove organizacije je promocija i ubrzavanje industrijskog razvoja u zemljama u razvoju i zemljama sa ekonomijama u tranziciji i promovisanje međunarodne industrijske kooperacije. Ona je isto tako član Razvojne grupe Ujedinjenih naroda.

## Pregled
veruje da konkurentna i ekološki održiva industrija ima ključnu ulogu u ubrzavanju privrednog rasta, smanjenju siromaštva i ostvarivanj Milenijumskih ciljeva razvoja. Organizacija stoga radi na poboljšanju kvalitete života siromašnih u svetu, koristeći svoje globalne resurse i stručnost u sledeća tri međusobno povezana tematska područja:
- Smanjenje siromaštva putem proizvodnih aktivnosti;
- Izgradnja trgovinskih kapaciteta; i
- Energija i okolina.

Aktivnosti u tim područjima strogo su usklađene sa prioritetima sadašnje razvojne dekade Ujedinjenih naroda i povezanim multilateralnim deklaracijama, a odražavaju se u izjavi o dugoročnoj viziji, poslovnom planu i srednjoročnim programskim okvirima UNIDO-a.
Kako bi se ispunili ti ciljevi, UNIDO
- pomaže zemljama u razvoju u formulisanju razvojnih, institucionalnih, naučnih i tehnoloških politika i programa u području industrijskog razvoja;
- analizira trendove, širi informacije i koordinira aktivnosti u njihovom industrijskom razvoju;
- deluje kao forum za konsultacije i pregovore usmerene na industrijalizaciju zemalja u razvoju; i
- pruža tehničku suradnju zemljama u razvoju za sprovođenje njihovih razvojnih planova za održivu industrijalizaciju u njihovim javnim, kooperativnim i privatnim sektorima.

UNIDO stoga uglavnom deluje u zemljama u razvoju, s vladama, poslovnim asocijacijama i pojedinačnim preduzećima. „Servisni moduli” organizacije su Industrijska uprava i statistika, Investicije i promocija tehnologije, Industrijska konkurentnost i trgovina, Razvoj privatnog sektora, Agro-industrije, Održiva energija i klimatske promene, Montrealski protokol, i Upravljanje resursima okoline.
UNIDO je uspostavljen kao UN programe 1966. godine sa sedištem u Beču, Austrija, a postao je specijalizovana agencija Ujedinjenih naroda 1985. godine. Godine 2004, UNIDO je uspostavio program UNIDO ambasadora dobre volje. Godine 2009, UNIDO je kreirao novu vodeću publikaciju, Making It: Industry for Development.

## Podaci
U januaru 2017. su 168 zemlje bile UNIDO članice. Organizacija ima 670 zaposlenih u sedištu i u terenskim predstavništvima u oko 80 zemalja, i oslanja se na usluge od oko 2.800 međunarodnih i nacionalnih stručnjaka godišnje (oko 50% iz zemalja u razvoju), koji rade na projektnim zadacima širom sveta.
Procenjeni ukupni obim UNIDO operacija za dvogodišnji period 2012–2013. je 460 miliona evra, a vrednost isporuke tehničke saradnje u 2012. iznosila je 189,2 miliona dolara.
UNIDO sedište je locirano u Bečkom međunarodnom centru, UN kampusu u koje se isto tako nalaze Međunarodna agencija za nuklearnu energiju, Odeljenje Ujedinjenih nacija za droge i kriminal i Pripremna komisija za Organizaciju sporazuma o sveobuhvatnoj zabrani ispitivanja.

## Uprava

### Članstvo
Članovi UN, ili UN specijalizovane agencije, ili IAEA, imaju pravo članstva u UNIDO. Proces sticanja članstva u ovoj organizaciji ostvaruje se postajanjem učesnika u njenom Ustavu. Status posmatrača se otvara, po zahtevu, onima koji uživaju takav status u Generalnoj skupštini Ujedinjenih nacija, osim ako Generalna konferencija UNIDO ne odluči drugačije. Konferencija je ovlašćena da pozove druge posmatrače da učestvuju u radu Organizacije u skladu sa relevantnim pravilima procedure i odredbama Ustava.
Dana 17. maja 2018. je bilo 168 zemalja koje su članice UNIDO, sve od kojih su članice UN. UNIDO članovi se dele u četiri liste. Lista A se sastoji od svih UNIDO zemalja u Afričkim + Azijskim grupama UN (zajedno sa Izraelom, izuzev Kipra i Japana). Lista B se sastoji od svih UNIDO zemalja u WEOG grupi UN (zajedno sa Kiprom i Japanom, i bez Izraela). Lista C se sastoji od svih UNIDO zemalja u GRULAC grupi UN. Lista D se sastoji od svih UNIDO zemalja u Istočno Evropskoj grupi UN.
Liste, originalno definisane u Rezoluciji Generalne skupštine 2152 i UNIDO ustavu, služe za uravnoteženje geografske distribucije zastupljenosti država članica u Odboru za industrijski razvoj i Odboru za program i budžet.
UNIDO je jedna od dve UN specijalizovane agencije gde su članovi razdvojeni u grupe. Druga je IFAD. UNIDO lista B, je slična sa IFAD listom A – koja se prevashodno sastoji od razvijenih zemalja, dok je set ostalih članova UNIDO sličan setu ostalih članova IFAD - koji uglavnom čine zemlje u razvoju.

## Literatura
- Industrial Development Report (IDR): UNIDO Flagship Publication Архивирано на веб-сајту  (4. јул 2008)
- UNIDO Annual Reports
- UNIDO Constitution Архивирано на веб-сајту  (10. јул 2010)
- Jackson, R. G. A., A Study of the Capacity of the United Nations Development System. 2 vols, Geneva: United Nations, 1969.
- Mitcham, Chad J. 'Australia and Development Cooperation at the United Nations: Towards Poverty Reduction.' In Australia and the United Nations, edited by James Cotton and David Lee, 191–221. Canberra: Department of Foreign Affairs and Trade and Sydney: Longueville Books, 2013.
- Mitcham, Chad J., Jackson, Sir Robert Gillman (1911-1991), Australian Dictionary of Biography, National Centre of Biography, Australian National University, published online 2016, accessed online 5 September 2017.
- „United Nations Development Programme | international program”. Encyclopedia Britannica (на језику: енглески). Приступљено 2021-10-07.
- „FAQs”. United Nations Development Programme (на језику: енглески). Приступљено 2021-10-07.
- „The Biography of Kemal Dervis”. Архивирано из оригинала 24. 9. 2011. г.
- „UNDP Transparency Portal”. United Nations Development Programme. Приступљено 9. 1. 2021.
- „DAC 5 Digit Sector”. The IATI Standard. Архивирано из оригинала 16. 9. 2016. г. Приступљено 4. 9. 2016.
- „About – United Nations Development Programme – IATI Registry”. Архивирано из оригинала 21. 9. 2016. г. Приступљено 4. 9. 2016.
- „2016 Aid Transparency Index – Publish What You Fund” (PDF). Архивирано (PDF) из оригинала 6. 2. 2018. г. Приступљено 11. 12. 2017.
- „Evaluation of UNDP Contribution to Poverty Reduction”. UNDP. Архивирано из оригинала 31. 7. 2016. г. Приступљено 4. 11. 2013.
- „UNDP Strategic Plan: 2014-2017”. UNDP. Архивирано из оригинала 18. 5. 2020. г. Приступљено 4. 11. 2013.
- DeYoung, Karen (6. 10. 2021). „U.N. agency to pay salaries of Afghanisthan health-care workers to help stave off humanitarian crisis”. The Washington Post. Приступљено 7. 10. 2021.
- „Technological Innovation:Multi-functional Platforms in Mali”. geni.org. Архивирано из оригинала 3. 3. 2020. г. Приступљено 13. 4. 2020.
- Sovacool, Benjamin K.; Clarke, Shannon; Johnson, Katie; Crafton, Meredith; Eidsness, Jay; Zoppo, David (1. 2. 2013). „The energy-enterprise-gender nexus: Lessons from the Multifunctional Platform (MFP) in Mali”. Renewable Energy (на језику: енглески). 50: 115—125. ISSN 0960-1481. doi:10.1016/j.renene.2012.06.024. Архивирано из оригинала 13. 4. 2020. г. Приступљено 13. 4. 2020.
- „Factsheet: The Biodiversity Finance Initiative (BIOFIN)” (PDF). Архивирано из оригинала (PDF) 6. 6. 2014. г. Приступљено 3. 6. 2014.
- „Global Commission on HIV and the Law”. Архивирано из оригинала 28. 3. 2021. г. Приступљено 11. 12. 2013.
- „The Hub for Innovative Partnerships”. undp.org. новембар 2011. Архивирано из оригинала 11. 1. 2012. г. Приступљено 17. 11. 2011.
- „un.org”. Архивирано из оригинала 20. 2. 2011. г. Приступљено 22. 4. 2011.
- „Biståndets svarta hål (in Swedish)”. Svenska Dagbladet. 2013-09-30. Архивирано из оригинала 30. 9. 2013. г. Приступљено 30. 9. 2013.
- „"About the United Nations Evaluation Group".”. United Nations. Архивирано из оригинала 5. 11. 2013. г. Приступљено 4. 11. 2013.

## Spoljašnje veze
- UNIDO 50th Anniversary
- Website of UNIDO's Making It magazine Архивирано на веб-сајту  (9. новембар 2020)
- UNIDO ISID Operation Platform Архивирано на веб-сајту  (20. септембар 2015)
- UNIDO Open Data Platform